# Tilda
Tilda ist ein weiblicher Vorname. Er ist eine Variante des Namens Matilda.

## Bekannte Namensträgerinnen
- Tilda Johansson (* 1999), schwedische Biathletin
- Tilda Månsson (* 2004), schwedische Duathletin und Triathletin
- Tilda Swinton (* 1960), britische Schauspielerin
- Tilda Thamar (1921–1989), argentinische Schauspielerin